# Teddy Kollek
Theodor „Teddy“ Kollek (hebrejsky: טדי קולק, rodným jménem Kollek Tivadar; 27. května 1911 – 2. ledna 2007) byl v letech 1965 až 1993 starostou Jeruzaléma a zakladatelem Jeruzalémské nadace. Narodil se v Rakousku-Uhersku na území dnešního Maďarska a byl rodiči pojmenován podle sionistického vůdce Theodora Herzla. Do tehdy ještě mandátní Palestiny podnikl s rodiči aliju v roce 1935. O dva roky později patřil k zakladatelům kibucu Ejn Gev. Během druhé světové války se pokoušel zastupovat židovské zájmy v Evropě a po válce zastupoval Haganu ve Washingtonu a usiloval o získání zbraní pro armádu nového státu. Stal se blízkým přítelem premiéra Davida Ben Guriona a působil jako generální ředitel premiérského úřadu.
Úřad jeruzalémského starosty zastával v celkem šesti funkčních obdobích a byl pětkrát opětovně zvolen, a to v letech 1969, 1973, 1978, 1983 a 1989. V roce 1993 v 82 letech neochotně kandidoval na sedmé funkční období, avšak prohrál v souboji s kandidátem Likudu a budoucím izraelským premiérem Ehudem Olmertem. Během jeho funkčního období se Jeruzalém proměnil v moderní město, zvláště po jeho sjednocení v roce 1967. Podle deníku The Jerusalem Post si vybudoval označení „největší budovatel Jeruzaléma od dob Heroda Velikého.“

## Mládí
Teddy Kollek se narodil v obci Nagyvázsony, asi 120 kilometrů od Budapešti v Rakousku-Uhersku (dnešní Maďarsko). Jeho rodné jméno bylo Kollek Tivadar a rodiče jej pojmenovali po sionistickém vůdci Theodoru Herzlovi. Vyrůstal ve Vídni a do značné míry převzal sionistické přesvědčení svého otce Alfreda.
V roce 1935, tři roky před tím, než nacisté provedli anšlus Rakouska, Kollekova rodina imigrovala do Palestiny, která tehdy byla pod britskou mandátní správou. V roce 1937 byl jedním ze zakladatelů kibucu Ein Gev na břehu Galilejského jezera. Ve stejný rok se oženil s Tamarou Schwarzovou. Společně měli dvě děti; syna Amose (* 1947), který se stal filmovým režisérem, a dceru Osnat.
Ve 40. letech byl jménem Židovské agentury (Sochnut), v rámci tzv. „Lovecké sezóny“ (The Hunting Season či Saison), kontaktní osobou britské MI5, které poskytoval informace proti radikálním pravicovým židovským podzemním organizacím Irgun a Lechi (druhá zmíněná byla známá též pod názvem Sternův gang). Jeho krycí jméno, které mu dali Britové, bylo Škorpion (Scorpion). Složka MI5 pro Škorpiona byl po Kollekově smrti odtajněn a po jistou chvíli vzbudil zájem izraelských médií.
Během druhé světové války se jménem Židovské agentury pokoušel zastupovat židovské zájmy v Evropě. V letech 1947 až 1948 zastupoval Haganu ve Washingtonu, kde asistoval při pořizování[zdroj?] pro tehdy ještě nezkušenou izraelskou armádu. Stal se blízkým přítelem Davida Ben Guriona, v jehož druhé vládě sloužil jako generální ředitel úřadu premiéra.

## Starosta Jeruzaléma

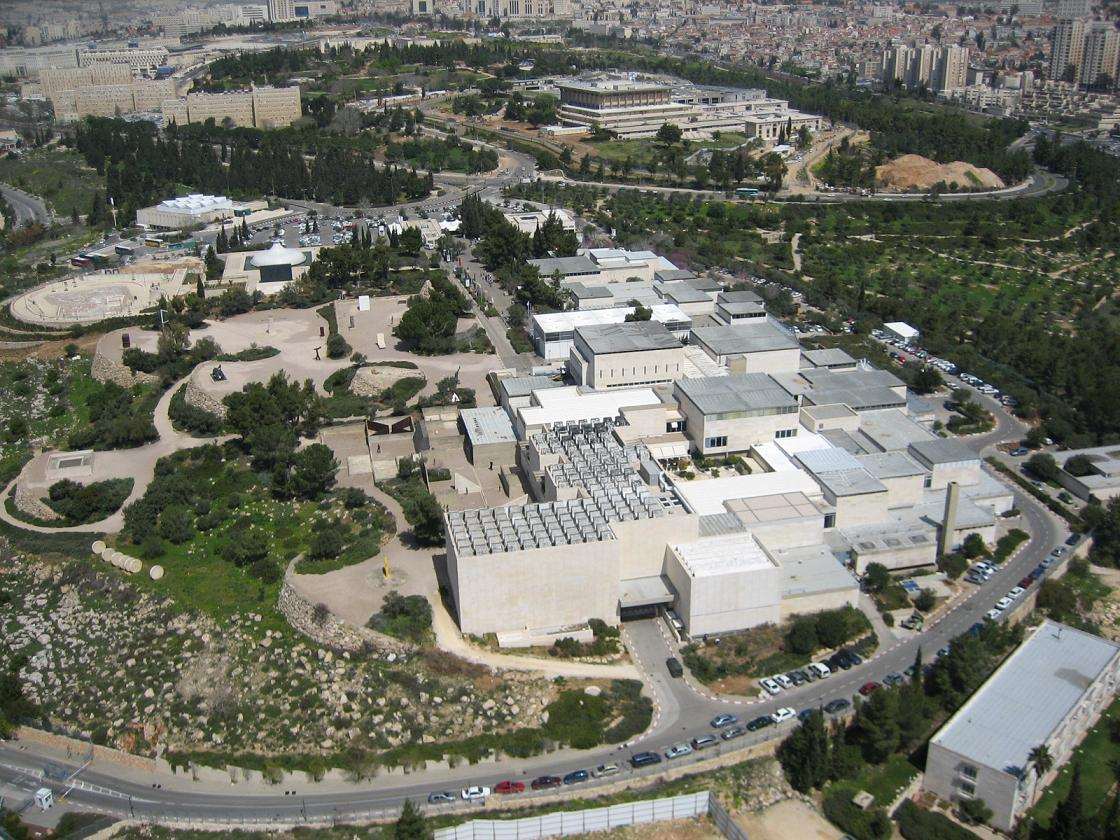
Letecký pohled na Izraelské muzeum (v pozadí je možné vidět budovu Knesetu). Právě Izraelské muzeum bylo jedním z Kollekových velkých projektů a významně se zasadil o jeho rozvoj a rozšíření

v roce 1965 kandidoval na post starosty Jeruzaléma, ve které nahradil Mordechaje Iš-Šaloma. V jednom z rozhovorů vzpomíná na to co ho motivovalo k usilování o funkci starosty:

„Dostal jsem se k tomu náhodou (…) nudil jsem se. Když došlo ke sjednocení města, spatřil jsem historickou příležitost. Starat se o něj a prokázat lepší péči, než jaké by byl kdokoliv jiný schopen během celého svého života. Domnívám se, že Jeruzalém je jedním ze základních elementů v židovských dějinách. Tělo může žít bez ruky nebo bez nohy, ale nemůže žít bez srdce. A Jeruzalém je srdcem i duší.“

Během jeho funkčního období se Jeruzalém proměnil v moderní město, zvláště po jeho sjednocení v roce 1967. Podle deníku The Jerusalem Post si vybudoval označení „největší budovatel Jeruzaléma od Heroda.“
Po svém prvním zvolení byl do funkce opětovně zvolen celkem pětkrát (v letech 1969, 1973, 1978, 1983 a 1989) a úřad starosty tak zastával plných 28 let. Ve zdráhavé kandidatuře (bylo mu 82 let) na sedmé funkční období jej v roce 1993 porazil kandidát Likudu Ehud Olmert.

## Vztahy s arabskou komunitou
Východní Jeruzalém byl pod jordánskou správou od války za nezávislost v roce 1948. Během šestidenní války v roce 1967 se Izraeli podařilo dobýt nejenom východní Jeruzalém, ale i Západní břeh Jordánu, Pásmo Gazy, Sinajský poloostrov a Golanské výšiny. Jeho přístup vůči arabskému obyvatelstvu, coby starosty nově sjednoceného Jeruzaléma, byl řízen především pragmatismem. Jen několik hodin po předání moci nad východním Jeruzalémem například zařídil poskytování mléka arabským dětem, což někteří Izraelci vnímali jako proarabskou politiku.
Prosazoval náboženskou toleranci a během svého funkčního období činil mnohé pro oslovení arabské komunity. Muslimové měli i nadále přístup k modlitbám v mešitě Al-Aksá a na Chrámové hoře (arabsky: al-Haram aš-Šaríf). Naopak kritizoval Židy za zakládání nových čtvrtí ve sporných částech města. V souvislosti s tím dokonce jednou v 80. letech protestoval před úřadem premiéra Jicchaka Šamira.
Kollekův postoj vůči anexi východního Jeruzaléma doznal zmírnění po odchodu z funkce, osobně připouštěl, že by palestinská samospráva nad východním Jeruzalémem měla být zvážena. Status východního Jeruzaléma však i nadále zůstává kontroverzní otázkou a sporným bodem izraelsko-palestinského konfliktu.

## Společenské a kulturní projekty

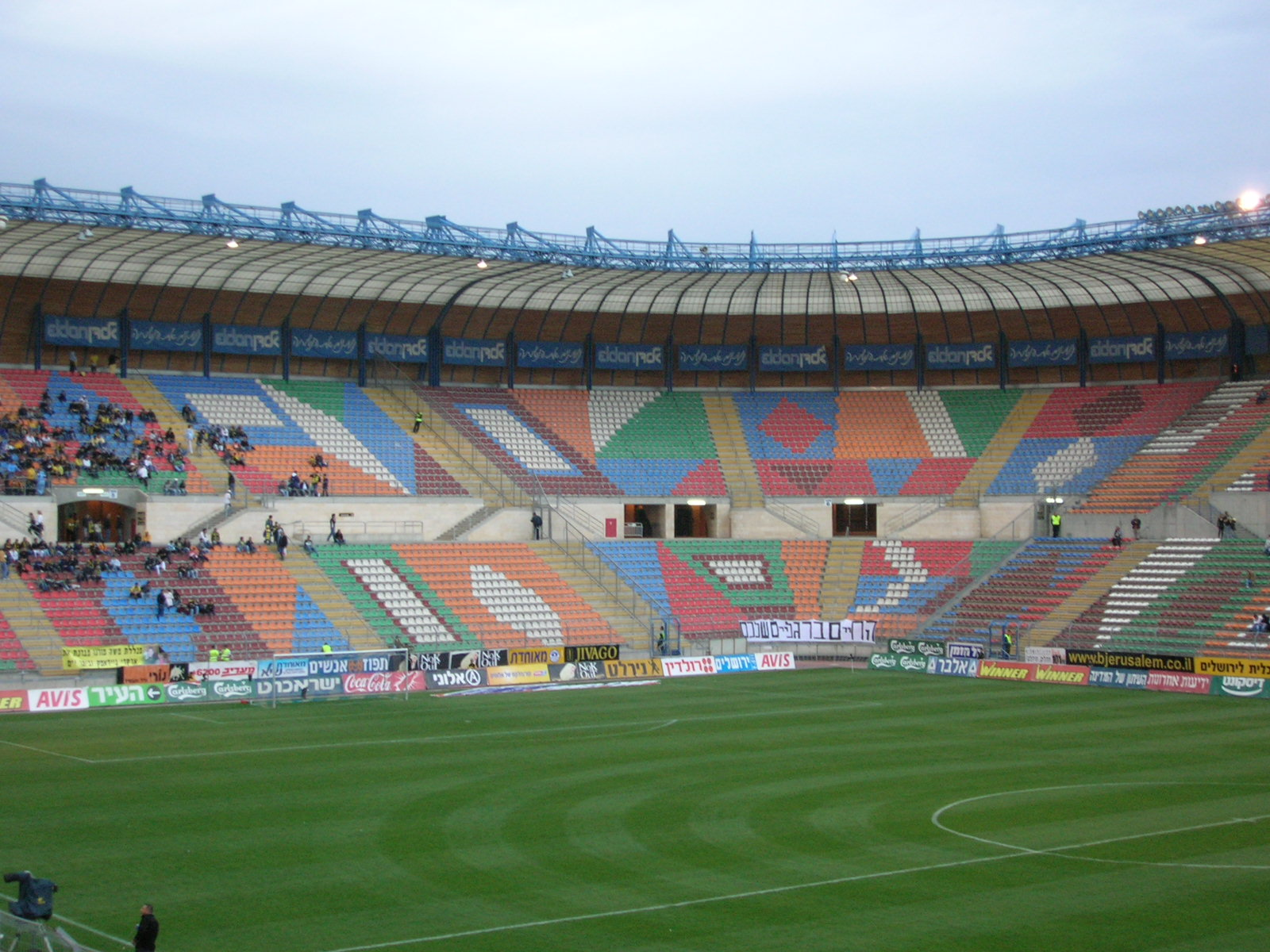
Teddyho stadion je jeruzalémský fotbalový stadion, který byl pojmenován na jeho počest

Během svého dlouhého funkčního období se zapojil do mnohých kulturních projektů, zejména pak do rozvoje a rozšíření Izraelského muzea. V letech 1965 až 1996 byl jeho ředitelem a v roce 2000 byl oficiálně jmenován jeho zakladatelem. Když muzeum v roce 1990 slavilo své 25. výročí, byl Kollek označen jako Avi ha-muze'on (doslova „otec muzea“).
Kollek byl rovněž nápomocný založení Jeruzalémského divadla a byl také zakladatel a ředitel Jeruzalémské nadace. Prostřednictvím vedení, které trvalo desetiletí, Kollek získal od soukromých donátorů miliony amerických dolarů na rozvojové společenské projekty a kulturní programy. Jednou prohlásil, že Izrael potřebuje silnou armádu, ale že taktéž potřebuje projev kultury a civilizace.

## Ocenění a pocty
V roce 1988 mu za jeho mimořádný přínos společnosti a Státu Izrael byla udělena Izraelská cena. Na jeho počest po něm byl pojmenován Teddyho stadion v jeruzalémské čtvrti Malcha. V červnu 2012 byla v Izraeli vydána jeho poštovní známka o nominální hodnotě 9,4 šekelů.

## Důchod
Aktivní zůstal i v důchodu a až do svých devadesátin stále udržoval pětidenní pracovní týden, i  když již byl stále slabší. Společně s manželkou žili až do poloviny 90. let v bytě v Rechavii, kdy se přestěhovali do Hod Jerušalajim, do domova důchodců ve čtvrti Kirjat ha-Jovel. Teddy Kollek zemřel 2. ledna 2007. Je pohřben na Herzlově hoře v Jeruzalémě.

## Dílo
- KOLLEK, Teddy; KOLLEK, Amos. For Jerusalem: a Life. Londýn: Weidenfeld and Nicolson, 1978. 269 s. ISBN 978-0394501451. (anglicky)
- KOLLEK, Teddy. Jerusalem. [s.l.]: Washington Institute for Near East Policy, 1990. 70 s. ISBN 978-0944029077. (anglicky)
- KOLLEK, Teddy; PEARLMAN, Moše. Jerusalem Sacred City of Mankind: a History of Forty Centuries. Jeruzalém: Steimatzky Ltd, 1987. 288 s. (anglicky)
- KOLLEK, Teddy; PEARLMAN, Moše. Pilgrims to the Holy Land: the Story of Pilgrimage Through the Ages. Londýn: Weidenfeld & Nicolson, 1971. 208 s. ISBN 978-0297001300. (anglicky)